# 陳表
陳 表（ちん ひょう、建安9年（204年） - 嘉禾6年（237年））は、中国三国時代の武将。字は文奥。呉に仕えた。父は陳武。子は陳敖。異母兄は陳脩。甥は陳延・陳永。

## 生涯
庶子として生まれ、信義・仁愛に厚い人物であったという。
若いときから名が知られた人物で、諸葛恪・張休・顧譚とともに孫登の友人となった。張温の薦めで太子中庶子の官が設置されると太子中庶子となっている（「呉主五子伝」）。
曁艶と親しかったという。後に曁艶が失脚すると、かつて彼と親しくしていた人達が口を揃えて曁艶を非難したが、陳表だけはそのようなことをしなかった。このことから陳表は士人から重んじられるようになった。
孫権が即位し、孫登が皇太子になると、諸葛恪達4人は太子四友と呼ばれるようになった。陳表は翼正都尉となった。
異母兄が早くに亡くなると、陳表の生母が嫡母（陳武の正妻、陳修の母）の言うことを全く聞かなくなったため、陳表は人倫の道に従い生母に態度を改めるよう忠告した。このことから、二人の母同士の関係も修復され、陳表の名声も高まった。
陳表は父が武将であったことから、自らも武人としての道を求め、500人の兵士を与えられた。兵士たちをよく遇したため、兵士たちの方もまたそれに応え職務に励んだ。
呉の親衛軍団である無難軍の兵士に施明という者がおり、官物盗難の疑いがかけられていた。施明は勇猛な性格であったため、口を割ろうとせず廷尉の手を焼かせた。そこで孫権は兵士の心を掴むのが巧みな陳表のことを思い出し、陳表に自由な方法で取り調べることを任せた。陳表が施明の手枷と足枷を外し入浴させ、酒食を与えて歓待したところ、施明はこの待遇に感動して罪を自白し、仲間の名前を全て明らかにした。このため孫権は喜び、陳表のことを慮って施明だけを特別に赦免し、他の仲間を全員誅殺した。施明は後に将軍にまで昇った。
陳表は昇進し、無難軍の右部督となり都亭侯を与えられ、さらに家の爵位を継ぐことを許されたが、これらを全て辞退し甥の陳延（陳修の子）に与えるよう願い出た。しかし孫権はこれを許さなかった。
嘉禾3年（234年）、新安都尉として諸葛恪に従い山越を討伐した。陳表もその功績で租税免除の小作人を二百戸与えられたが、陳表は彼等の素性を調査し、立派に兵士となれるであろう者達の、小作人からの辞退を願い出てやった。孫権がこれを許さなかったが、陳表は国のために勇敢な兵士が必要だとして、彼等を検査し優秀な者を選んで配下の部隊に採り立てた。このため孫権は喜び、正式な戸籍に登録された平民の中から、軍役に堪えられぬ者を代わりの小作人として選び出し、陳表の下に改めて与えた。
都尉の職にあって3年間、呉で起こった内乱の鎮圧に多くの功を挙げたため、1万人の山越兵を得た。任地から帰還する途中、鄱陽郡で呉遽という人物が反乱を起こしたため、陸遜と共に郡を超えてこれを鎮圧した。反乱鎮圧後、陸遜は陳表に偏将軍・都郷侯の官位爵位を授けた。
この頃、呂壱が家臣の昇進や処罰を妄りに行ない、権勢をほしいままにしていた。建安太守の鄭冑が呂壱の讒言で獄に下されたとき、陳表は潘濬と共にこれを諌め無罪放免にさせたという（『三国志』呉主伝注『文士伝』）。
その後、まもなく34歳で死去した。よく兵士を労ったため家には余財が残らず、遺族が路頭に迷うほどであったため、孫登は遺族のために家を建ててやったという。彼の跡は子が継ぎ軍勢を預かったが、早くに亡くなったため、甥達が軍勢を引き継いだ。
陳寿は「陳表は武将の庶子でありながら、大家の嫡子や名士と同様に重用され、同輩の中から抜きん出たのは素晴らしいことではないだろうか」と評している。
裴松之は「陳表は父以上の才能の持ち主だった」と評している。
小説『三国志演義』には登場しない。